# Dama z bukiecikiem kwiatów
Dama z bukiecikiem kwiatów (wł. Dama del Mazzolino, w polskich opracowaniach również jako: Popiersie damy z bukietem, Dama z bukiecikiem, Dama z kwiatami) – marmurowe popiersie Andrei del Verrocchio wyrzeźbione ok. 1475–1480 roku. Znajduje się w zbiorach Palazzo del Bargello we Florencji.
Popiersie przedstawia damę trzymającą blisko piersi bukiet kwiatów. Rzeźba mierzy 61 cm wysokości. Tożsamość urzeźbionej kobiety jest przedmiotem sporów. Wymieniane są m.in: Fioretta Gorini, ulubienica Wawrzyńca Wspaniałego Lukrecja Donati oraz Ginevra de Benci.
W literaturze dominuje informacja, że autorem rzeźby jest Andrea del Verrocchio, jednak pojawiają się również hipotezy, że autorem rzeźby mógł być młody Leonardo da Vinci. Dzieło to miałoby być jedyną znaną rzeźbą jego autorstwa.
Popiersie mogło stać się inspiracją dla Portretu Ginevry Benci Leonarda da Vinci.